# Henri Agylée
Henri Agylée (en latin Henricus Agylæus), né à Bois-le-Duc dans le Brabant vers 1533, mort à Utrecht (dans la république des Provinces-Unies) en avril 1595, est un jurisconsulte et helléniste néerlandais de la Renaissance.

## Biographie
Il était le fils d'Antonio Agyleo, un Italien émigré au Brabant († 1586). Tous deux se convertirent au protestantisme, participèrent à la lutte contre Philippe II d'Espagne, et après le partage territorial de 1579 qui maintint Bois-le-Duc en territoire espagnol, s'installèrent à Utrecht. Il exerça dans cette ville des fonctions officielles (procurateur pour le trésor, et membre de la Cour Suprême).
Il a fait publier à Bâle des traductions latines de textes juridiques de l'Empire byzantin (droit civil et ecclésiastique, appartenant aux recueils des Basiliques et du Nomocanon) 
- Justiniani Principis novellæ constitutiones, latine ex Gregorii Haloandri et Henrici Agylæi interpretatione [...] Item ejusdem Justiniani edicta, Justini, Tiberii, Leonis Philosophi constitutiones, et una Zenonis quæ ad titulum codicis De privatis ædificiis pertinet, Henrico Agylæo interprete ; postremo canones Sanctorum Apostolorum per Clementem in unum congesti, Gregorio Haloandro interprete, Bâle, 1561 (volume dédicacé par Agylée à la reine Élisabeth d'Angleterre).
- Nomocanon Photii Patriarchæ, sive ex legibus et canonibus compositum opus, cum commentariis Theodori Balsamonis, Bâle, 1561.